# Phương pháp LIFO
Phương pháp LIFO là một công cụ ứng dụng tâm lý học để xác định các phong cách hành vi con người. Phương pháp này giúp mô tả hành vi một cách khách quan, cụ thể để làm rõ các xu hướng hành vi cá nhân. Thuật ngữ LIFO là viết tắt của "Life Orientation" - Định hướng cuộc sống. LIFO là nhãn hiệu đã đăng ký của Business Consultants, Inc.
Phương pháp này xem xét hành vi của cá nhân trong các bối cách khác nhau khi họ có những mục tiêu, cảm xúc cách tiếp cận khác nhau.   Phương pháp này được sử dụng để phát triển đội ngũ, làm việc với khách hàng, ứng dụng trong coaching và đào tạo workshop 